# 15598 Kazantsev
15598 Kazantsev è un asteroide della fascia principale. Scoperto nel 2000, presenta un'orbita caratterizzata da un semiasse maggiore pari a 2,624687 UA e da un'eccentricità di 0,162591, inclinata di 2,545513° rispetto all'eclittica. Ha un diametro di 7,548 km.